# Fackellauf der Olympischen Sommerspiele 2012

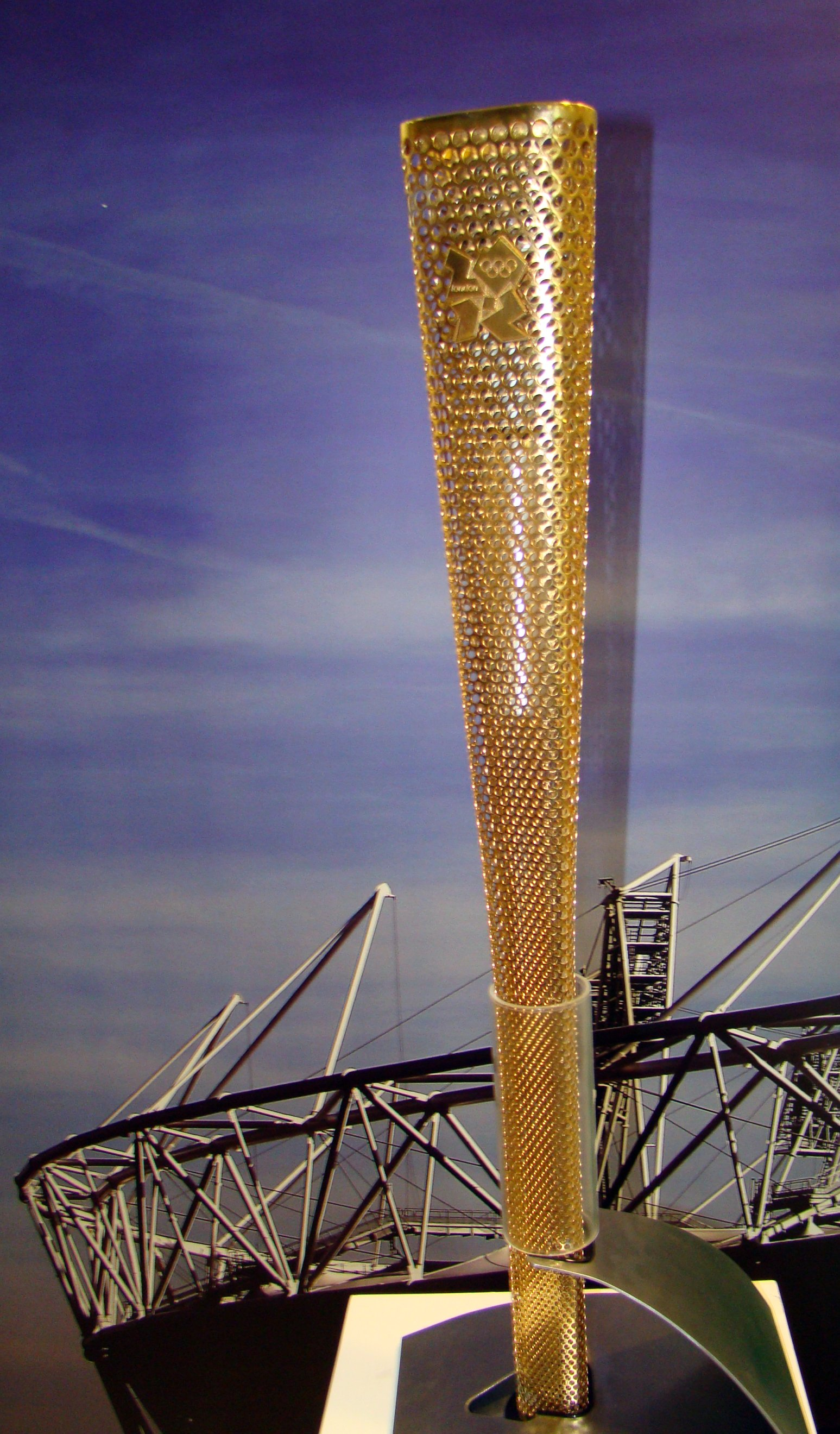
Eine der beim olympischen Fackellauf 2012 verwendeten Fackeln

Der Fackellauf der Olympischen Sommerspiele 2012 im Vorfeld der XXX. Olympischen Spiele in London fand vom 10. Mai bis 27. Juli 2012 statt. Nach der traditionsgemäßen Entzündung der olympische Flamme in Olympia wurde sie in einem etwa 3000 Kilometer langen Fackellauf vom 10. bis 17. Mai durch Griechenland getragen. Sie traf am 19. Mai in Land’s End ein. Von dort führte die Route durch England, Nordirland, Schottland und Wales, auf die Kanalinseln, die Isle of Man, die Orkneyinseln, die Shetlandinseln und die Hebriden sowie an einem Tag durch Irland. Die Route in Großbritannien war rund 12.800 Kilometer lang, es waren 8.000 Fackelläufer unterwegs. Am 20. Juli erreichte die olympische Fackel per Hubschrauber an der Tower Bridge die britische Hauptstadt. An 66 der 70 Etappenorte fanden abends kulturelle Veranstaltungen statt.

## Die Fackel
Die 80 Zentimeter lange und 800 Gramm schwere Fackel wurde in 8000 Exemplaren hergestellt. Sie besteht aus einer Aluminium-Legierung mit einer Schicht aus Gold und ist mit 8000 Löchern perforiert, wobei jedes dieser Löcher einen Fackelläufer repräsentiert. Die Löcher sorgen nicht nur für einen besseren Halt, sondern auch dafür, dass die Hitze rasch entweicht und nicht nach unten geleitet wird.
Die dreieckige Form der Fackel repräsentiert die drei olympischen Werte (Respekt, Leistung und Freundschaft), das olympische Motto („schneller, höher, stärker“), die drei in London ausgetragenen Olympischen Spiele (1908, 1948, 2012) sowie die Vision der Sommerspiele 2012 (Sport, Bildung und Kultur). Die Designer der Fackel waren Edward Barber und Jay Osgerby, für die Massenproduktion verantwortlich waren die Unternehmen Tecosim in Basildon, Bullfinch in Birmingham und Premier Sheet Metal in Coventry.
Unmittelbar nach der Präsentation am 8. Juni 2011 erhielt die Fackel in der Öffentlichkeit die spöttische Bezeichnung Golden Cheesegrater („Goldene Käseraspel“).

## Besonderheiten
Die olympische Flamme wurde von einem zivilen Flugzeug der British Airways von Athen aus zum Militärflugplatz RNAS Culdrose gebracht, der nur für diesen Flug einen IATA-Flughafencode erhielt. Dort nahmen unter anderem Londons Bürgermeister Boris Johnson, Organisationspräsident Sebastian Coe und der Fußballspieler David Beckham die Flamme in Empfang.
In den Fackellauf waren auch einige ungewöhnliche Beförderungsarten eingeplant. Im Hafen von Bristol sollte die Flamme in einem Rennboot, in der Menai-Straße in einem Seenotrettungsboot der Royal National Lifeboat Institution, über den Windermere in einem Dampfschiff, in einem Stocherkahn auf dem Cam bei Cambridge und auf dem Medway bei Maidstone in einem Ruderboot transportiert werden.
Auf Schienen war geplant, die Flamme mit verschiedenen Dampflokomotiven und auf unterschiedlichen Spurweiten verkehren zu lassen. Die Lokomotive der LMS-Royal Scot Class Nr. 6115 sollte sie auf der East Coast Main Line befördern. Weitere Fahrten mit Normalspur-Museumsbahnen waren auf der Great Central Railway, auf der North Yorkshire Moors Railway und der Severn Valley Railway vorgesehen. Von den Schmalspur-Museumsbahnen sollten die Ffestiniog Railway und die Cleethorpes Coast Light Railway berücksichtigt werden. Ebenfalls genutzt werden sollten die Standseilbahnen Aberystwyth Cliff Railway, East Hill Cliff Railway und Great Orme Tramway, die Zahnradbahn Snowdon Mountain Railway. sowie die Straßenbahn Blackpool und die Manx Electric Railway. Am 67. Tag des Fackellaufs wurde die Fackel zwischen Wimbledon und Wimbledon Park mit der London Underground transportiert.
Besondere Straßenfahrzeuge, die genutzt werden sollten, waren eine Wegebahn in Mumbles und ein offener Doppeldeckerbus in den ländlichen Gegenden von Cumbria und in London. Auf der Isle of Man sollte ein Motorradgespann auf dem Rundkurs der Tourist Trophy zur Anwendung gelangen, auf der Motorsportrennstrecke Brands Hatch ein Paralympics-Fahrrad und auf der Hadleigh Farm in Essex ein Mountainbike.

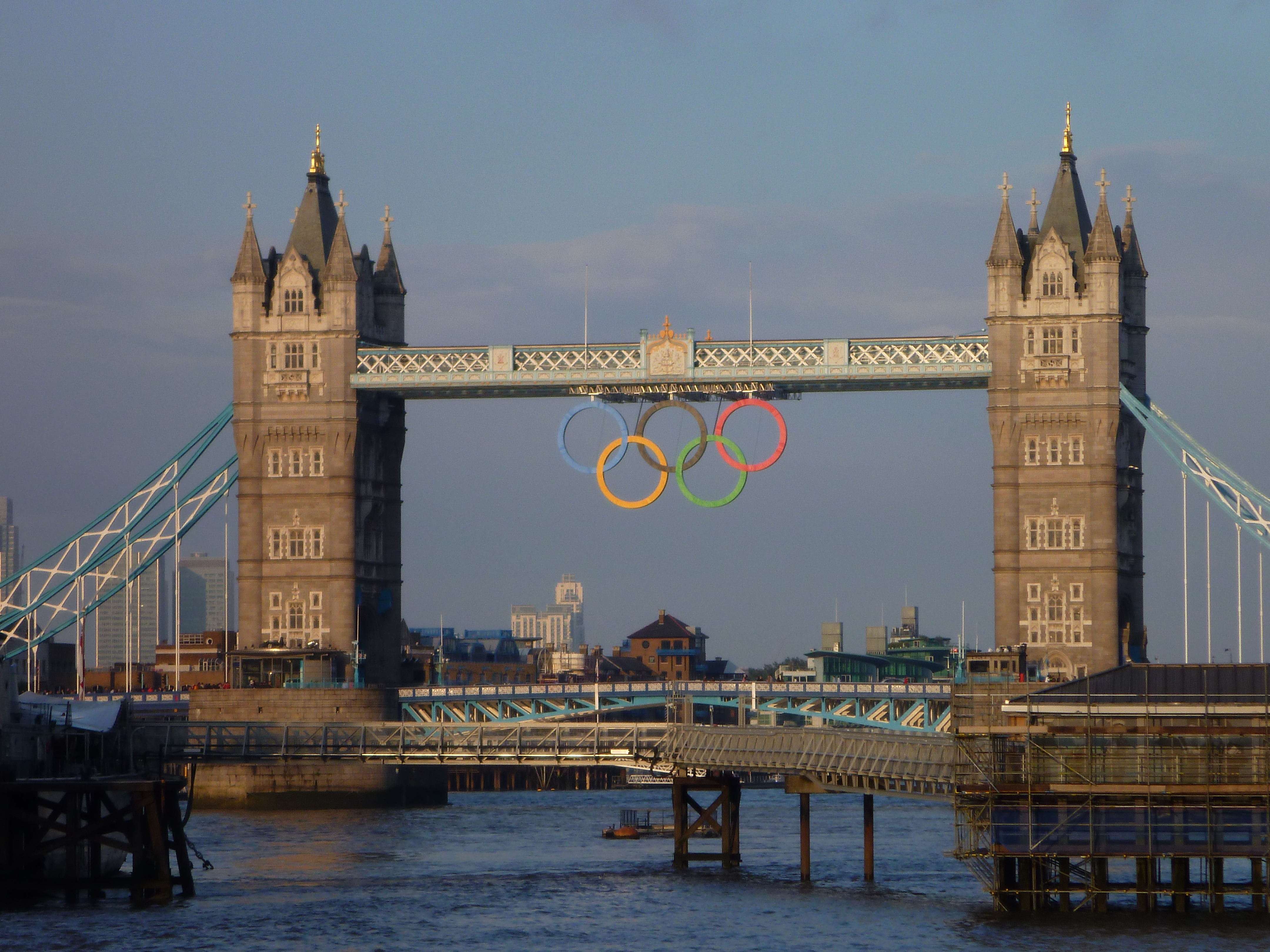
Die Tower Bridge mit den olympischen Ringen

Es war eingeplant, dass Reiter die Fackel auf Rennpferden rund um die Rennbahnen von Cheltenham und Chester tragen sowie auf einem Pony in Aberaeron. Ebenfalls genutzt werden sollte die Douglas Bay Horse Tramway, eine Pferdebahn in Douglas. Durch die Luft befördert werden sollte die Fackel mittels einer Seilbrücke von Newcastle upon Tyne nach Gateshead und in einer Luftseilbahn auf die Heights of Abraham in Derbyshire. Auf der Schwebefähre von Middlesbrough sollte sie auch über den Tees transportiert werden.
Am 20. Juli erreichte die Fackel mittels eines Hubschrauberflugs von Guildford zur Tower Bridge die britische Hauptstadt. Während des Fluges wurde die Flamme in einer Grubenlampe mitgeführt. Dort seilte sich ein Soldat der Royal Navy mit der Fackel aus dem Hubschrauber ab und brachte sie in den Kerker des Towers, wo seit Anfang Juli auch die 4700 olympischen Medaillen gelagert wurden. Ab 21. Juli passierte die Fackel über eine 321 Kilometer lange Strecke in den Händen von 982 Fackelträgern alle einzelnen Stadtteile Londons, ehe sie am 27. Juli zur Eröffnungsfeier das Olympiastadion erreichte.

## Route in Griechenland

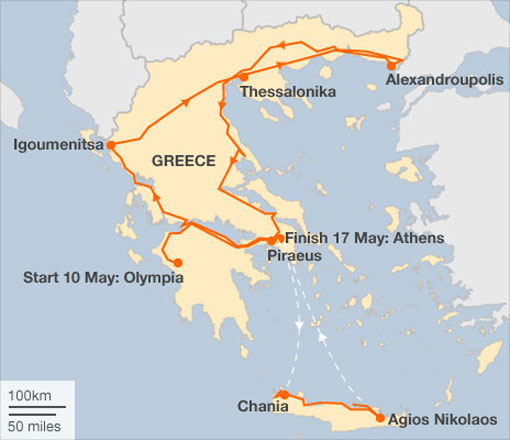
Die Route des Fackellaufs in Griechenland

| Datum   | Route des Fackellaufs                                          |
| ------- | -------------------------------------------------------------- |
| 10. Mai | Olympia – Pyrgos – Amaliada – Korinth – Piräus                 |
| 11. Mai | Chania – Rethymno – Iraklio                                    |
| 12. Mai | Patras – Amfilochia – Preveza – Parga – Igoumenitsa – Ioannina |
| 13. Mai | Ioannina – Kozani – Veria – Thessaloniki – Kavala              |
| 14. Mai | Kavala – Komotini – Alexandroupoli – Xanthi – Drama            |
| 15. Mai | Drama – Serres – Katerini – Larisa – Volos – Larnia            |
| 16. Mai | Larnia – Chalkida – Athen (Akropolis)                          |
| 17. Mai | Athen – Athen (Panathinaiko-Stadion)                           |

## Route in Großbritannien

Die Route des Fackellaufs in Großbritannien

| Datum    | Route des Fackellaufs |
| -------- | --- |
| 19. Mai  | Land’s End – Penzance – Falmouth – Truro – Newquay – St Austell – Bodmin – Plymouth                                                          |
| 20. Mai  | Plymouth – Kingsbridge – Dartmouth – Totnes – Paignton – Torquay – Teignmouth – Exeter                                                       |
| 21. Mai  | Exeter – Okehampton – Bideford – Barnstaple – Ilfracombe – Minehead – Taunton                                                                |
| 22. Mai  | Taunton – Yeovil – Glastonbury – Wells – Frome – Trowbridge – Bath – Bristol                                                                 |
| 23. Mai  | Bristol – Chippenham – Marlborough – Swindon – Cirencester – Stroud – Cheltenham                                                             |
| 24. Mai  | Cheltenham – Gloucester – Hereford – Leominster – Ludlow – Kidderminster – Worcester                                                         |
| 25. Mai  | Worcester – Great Malvern – Monmouth – Abergavenny – Pontypool – Newport – Cardiff                                                           |
| 26. Mai  | Cardiff – Barry – Caerphilly – Pontypridd – Merthyr Tydfil – Bridgend – Port Talbot – Swansea                                                |
| 27. Mai  | Swansea – Llanelli – Carmarthen – Haverfordwest – Fishguard – Cardigan – Aberystwyth                                                         |
| 28. Mai  | Aberystwyth – Machynlleth – Blaenau Ffestiniog – Pwllheli – Caernarfon – Bangor                                                              |
| 29. Mai  | Bangor – Llandudno – Colwyn Bay – Chester – Wrexham – Oswestry – Shrewsbury                                                                  |
| 30. Mai  | Shrewsbury – Much Wenlock – Ironbridge – Telford – Stafford – Stoke-on-Trent                                                                 |
| 31. Mai  | Stoke-on-Trent – Crewe – Congleton – Macclesfield – Runcorn – Warrington – Wigan – Bolton                                                    |
| 1. Juni  | Bolton – Chorley – Ormskirk – Southport – Crosby – St Helens – Birkenhead – Liverpool                                                        |
| 2. Juni  | Liverpool – Douglas (Isle of Man) |
| 3. Juni  | Douglas – Belfast – Bangor – Carrickfergus – Ballycastle – Portrush                                                                          |
| 4. Juni  | Portrush – Coleraine – Limavady – Derry |
| 5. Juni  | Derry – Strabane – Omagh – Enniskillen – Armagh – Portadown – Banbridge – Newry                                                              |
| 6. Juni  | Newry – Dublin – Lisburn – Belfast |
| 7. Juni  | Belfast – Newcastle – Downpatrick – Antrim – Magherafelt – Ballymena – Belfast                                                               |
| 8. Juni  | Belfast – Stranraer – Girvan – Ayr – Kilmarnock – Port Glasgow – Glasgow                                                                     |
| 9. Juni  | Glasgow – Clydebank – Dumbarton – Glencoe – Fort William – Lewiston – Inverness                                                              |
| 10. Juni | Inverness – Kirkwall (Orkney) – Lerwick (Shetland)                                                                                           |
| 11. Juni | Lerwick – Stornoway (Hebriden) – Inverness – Aviemore – Grantown-on-Spey – Aberdeen                                                          |
| 12. Juni | Aberdeen – Stonehaven – Montrose – Brechin – Forfar – Perth – Cupar – Dundee                                                                 |
| 13. Juni | Dundee – St Andrews – Alloa – Dunblane – Stirling – Falkirk – Dunfermline – Edinburgh                                                        |
| 14. Juni | Edinburgh – Musselburgh – Galashiels – Berwick-upon-Tweed – Alnwick                                                                          |
| 15. Juni | Alnwick – Ashington – Morpeth – Blyth – Tynemouth – Newcastle upon Tyne                                                                      |
| 16. Juni | Newcastle upon Tyne – Gateshead – South Shields – Sunderland – Hexham – Durham                                                               |
| 17. Juni | Durham – Hartlepool – Billingham – Bishop Auckland – Darlington – Stockton – Middlesbrough                                                   |
| 18. Juni | Middlesbrough – Redcar – Whitby – Scarborough – Bridlington – Beverley – Hull                                                                |
| 19. Juni | Hull – Goole – Selby – Tadcaster – Knaresborough – Harrogate – Ripon – York                                                                  |
| 20. Juni | York – Northallerton – Yorkshire Dales – Barnard Castle – Penrith – Carlisle                                                                 |
| 21. Juni | Carlisle – Dumfries – Workington – Whitehaven – Keswick – Bowness-on-Windermere                                                              |
| 22. Juni | Bowness-on-Windermere – Kendal – Morecambe – Lancaster – Fleetwood – Blackpool                                                               |
| 23. Juni | Blackpool – Lytham St Annes – Preston – Blackburn – Burnley – Rochdale – Bury – Manchester                                                   |
| 24. Juni | Manchester – Salford – Stockport – Oldham – Huddersfield – Halifax – Bradford – Skipton – Leeds                                              |
| 25. Juni | Leeds – Wakefield – Castleford – Pontefract – Barnsley – Sheffield                                                                           |
| 26. Juni | Sheffield – Rotherham – Doncaster – Scunthorpe – Grimsby – Cleethorpes                                                                       |
| 27. Juni | Grimsby – Louth – Mablethorpe – Skegness – Boston – Sleaford – Lincoln                                                                       |
| 28. Juni | Lincoln – Mansfield – Newark-on-Trent – Grantham – Nottingham                                                                                |
| 29. Juni | Nottingham – Bolsover – Chesterfield – Matlock – Buxton – Ashbourne – Derby                                                                  |
| 30. Juni | Derby – Lichfield – Tamworth – Walsall – Wolverhampton – Dudley – West Bromwich – Birmingham                                                 |
| 1. Juli  | Birmingham – Solihull – Redditch – Stratford-upon-Avon – Warwick – Leamington Spa – Coventry                                                 |
| 2. Juli  | Coventry – Rugby – Northampton – Kettering – Corby – Market Harborough – Leicester                                                           |
| 3. Juli  | Leicester – Loughborough – Melton Mowbray – Oakham – Stamford – Peterborough                                                                 |
| 4. Juli  | Peterborough – Bourne – Spalding – King’s Lynn – Cromer – Norwich                                                                            |
| 5. Juli  | Norwich – Great Yarmouth – Lowestoft – Aldeburgh – Felixstowe – Ipswich                                                                      |
| 6. Juli  | Ipswich – Colchester – Rayleigh – Southend-on-Sea – Basildon – Grays – Brentwood – Chelmsford                                                |
| 7. Juli  | Chelmsford – Harlow – Cheshunt – Hertford – Bishop’s Stortford – Bury St Edmunds – Cambridge                                                 |
| 8. Juli  | Cambridge – Huntingdon – Bedford – Letchworth Garden City – Stevenage – St Albans – Luton                                                    |
| 9. Juli  | Luton – Milton Keynes – Buckingham – Stoke Mandeville – Aylesbury – Bicester – Oxford                                                        |
| 10. Juli | Oxford – Abingdon – Henley-on-Thames – Slough – Windsor – Ascot – Reading                                                                    |
| 11. Juli | Reading – Newbury – Basingstoke – Winchester – Andover – Amesbury – Salisbury                                                                |
| 12. Juli | Salisbury – Shaftesbury – Blandford Forum – Dorchester – Lyme Regis – Weymouth                                                               |
| 13. Juli | Weymouth – Isle of Portland – Weymouth – Swanage – Poole – Bournemouth                                                                       |
| 14. Juli | Bournemouth – Christchurch – Lymington – Newport (Isle of Wight) – Southampton                                                               |
| 15. Juli | Southampton – Saint Peter Port (Guernsey) – Saint Helier (Jersey) – Fareham – Portsmouth                                                     |
| 16. Juli | Portsmouth – Petersfield – Chichester – Bognor Regis – Arundel – Worthing – Brighton                                                         |
| 17. Juli | Brighton – Crawley – Royal Tunbridge Wells – Lewes – Eastbourne – Hastings                                                                   |
| 18. Juli | Hastings – Ashford – Folkestone – Dover |
| 19. Juli | Dover – Sandwich – Ramsgate – Margate – Canterbury – Maidstone                                                                               |
| 20. Juli | Maidstone – Chatham – Rochester – Gravesend – Sevenoaks – Reigate – Dorking – Guildford                                                      |
| 21. Juli | Guildford – Greenwich – Newham – Tower Hamlets – Hackney – Waltham Forest                                                                    |
| 22. Juli | Waltham Forest – Redbridge – Barking and Dagenham – Havering – Bexley                                                                        |
| 23. Juli | Bexley – Bromley – Croydon – Sutton – Merton – Wandsworth                                                                                    |
| 24. Juli | Wandsworth – Kingston upon Thames – Richmond upon Thames – Hounslow – Hillingdon – Ealing                                                    |
| 25. Juli | Ealing – Harrow – Brent – Barnet – Enfield – Haringey                                                                                        |
| 26. Juli | Haringey – Camden – Islington – City of London – Southwark – Lambeth – Kensington and Chelsea – Hammersmith and Fulham – City of Westminster |
| 27. Juli | Hampton Court Palace – Olympiastadion London                                                                                                 |